# 花紋窄額魨
花紋窄額魨為輻鰭魚綱魨形目四齒魨亞目四齒魨科的其中一種，為亞熱帶海水魚，分布於中西太平洋區，從日本至夏威夷群島海域，棲息深度可達238公尺，體長可達18.5公分，棲息在沙底質水域，生活習性不明。

## 扩展阅读
維基物種上的相關：花紋窄額魨